# 前田守羅
前田 守羅（まえだ しゅら）は、日本の音楽ディレクター、ダンサー、振付師。大阪府藤井寺市出身。

## 略歴
関西を拠点に活動を開始。
2017年には株式会社エーライツの舞台『夜明けの前が一番暗いの？』にて振付師を務めた。
同年にはテレビ東京系ドラマ『さぼリーマン甘太朗』第3話にて、尾上松也が演じる出版社に勤めるサラリーマン・飴谷甘太朗（主人公）の変身後の姿「豆太朗」役としてドラマ出演を果たす。自身が出演したダンスカバー動画がYouTubeに投稿され、それを視聴・リアクションする海外のYouTuberによる動画も複数公開された。
2022年、Next☆Ricoのデビューミニアルバム『ネクストリコ』で音楽ディレクターとして初クレジットを得る。以降、純情のアフィリア、ピュアリーモンスター、イケてるハーツ、バクステ外神田一丁目、エラバレシ、PrettyAshといったアイドルグループのシングル作品において音楽ディレクションを担当。さらに、科学アドベンチャーシリーズ作品『ANONYMOUS;CODE』の主題歌集（USSW-0355）でも音楽ディレクターとして参加している。
2023年、もえのあずきのソロ曲「ラブコール」（ソロ2ndシングル『にゃんにゃんにゃん』収録）では振付を担当した。
2024年8月ごろ、X（旧Twitter）アカウントを削除。

## 主な作品（発売日順）
- Next☆Rico デビューミニアルバム『ネクストリコ』（2022年3月22日発売）
- バクステ外神田一丁目 13thシングル「おしえてMoonlight」（2022年6月21日発売）
- 『ANONYMOUS;CODE 主題歌集』（USSW-0355）（2022年7月29日発売） - MAGES.のゲーム『ANONYMOUS;CODE』（科学アドベンチャーシリーズ）主題歌を収録
- PrettyAsh 3rdシングル「恋は毒だ」（2022年8月30日発売）
- イケてるハーツ 10thシングル「Endless Evolution」（2022年9月6日発売）
- 純情のアフィリア 6thシングル「LIMITLESS」（2022年10月25日発売） - テレビ神奈川『関内エビル』2022年11月エンディングテーマ
- ピュアリーモンスター 6thシングル「シャイ・ガールではいられない」（2022年11月29日発売）
- 純情のアフィリア 7thシングル「この盾に、隠れます。」（2023年2月28日発売） - テレビアニメ『痛いのは嫌なので防御力に極振りしたいと思います。2』オープニングテーマ
- エラバレシ 9thシングル「スマイルマイレージ」（2023年4月11日発売）
- 純情のアフィリア 8thシングル「ジェネレーション・ギャップ」（2023年9月19日発売）
- ピュアリーモンスター 7thシングル「Play Monster」（2024年6月11日発売予定）

## 振付作品
- 舞台『夜明けの前が一番暗いの？』（2017年、株式会社エーライツ）[1] - 出演者には、のちにメイビーMEのメンバーとなる新庄愛、恋愛リアリティ番組『LOVE TRANSiT』に出演した松本優月などが名を連ねている。
- もえのあずき「ラブコール」（2023年、ソロ2ndシングル『にゃんにゃんにゃん』収録曲）[9][10]

## 映像出演
- テレビ東京系ドラマ『さぼリーマン甘太朗』第3話（2017年） - 豆太朗 役（俳優の石川恋、一條恭輔、元COJIRASE THE TRIPのあすぱらと共演）[2][3]

## パーソナルエピソード
学生時代からお笑いコンビ・アメリカザリガニのファン。2023年には柳原哲也と直接会う機会があり、その際に思いを伝えることができたと、X（旧Twitter）に一緒に写った写真とともに投稿している。

## その他の活動
- LINEスタンプ「なんでやねん！と関西弁」など複数制作・販売[11][12]